# La fuga de Logan
La fuga de Logan (título original Logan's Run) es una novela de ciencia ficción escrita por William F. Nolan y George Clayton Johnson.
Esta distopía, publicada en 1967 y ambientada en 2116, describe una sociedad formada exclusivamente por jóvenes de hasta 21 años, que deben entregarse al llegar a esa edad para ser dormidos en un sueño inducido. Los que no se entregan son perseguidos por los Vigilantes, con permiso para matar a los fugitivos con un arma dotada de distintos tipos de proyectiles. El control de la edad se efectúa mediante una flor "colocada" en la mano de cada persona al nacer, y cambia de color hasta llegar al negro, que marca el momento de cumplir la edad máxima permitida.

## Contenido
Durante una persecución, el fugitivo Doyle 10, moribundo tras un ataque sorpresa de los cachorros, le entrega a Logan 5 una llave y repite como una letanía «El Santuario»: Este es un lugar legendario en el que está permitido envejecer pero del que no se conoce nada. Logan decide hacerse pasar por fugitivo para intentar sabotear dicho lugar y su organización, supuestamente comandada por el también legendario Ballard, un viejo que aparece en canciones populares y en poemas subversivos. La llave le pone en camino y le conduce hasta Jessica 6, hermana de Doyle.
Juntos avanzan durante varias etapas por distintos lugares de Nuevos Estados Unidos, presuntos hitos todos ellos en el camino hacia Santuario, pero fuera del férreo control de El Pensador: superordenador diseñado para sustituir los poderes ejecutivo, legislativo y judicial. Ambos fugitivos son perseguidos por Francis 7, compañero de Logan en el cuerpo de Vigilantes.
Finalmente, tras haber estado varias veces al borde de la muerte y en un deplorable estado mental, llegan hasta Ballard, quien les expone que El Pensador ha comenzado a fallar, y en última instancia a Santuario: una estación espacial abandonada junto a Marte.

## Análisis
Se debe tener en cuenta que en 1965, sobre todo en EE. UU., estaba en auge el debate sobre el control de la natalidad y aparecían los primeros superordenadores.
Esta novela se nutre de ambos fenómenos, y los fusiona en un mundo futurista y distópico: fuertemente tecnificado, en el que no se innova ni en productos ni en ideas (sólo se usan conocimientos, no hay investigación), muy liberal en el sexo y en el consumo de drogas (controlado este para no producir adicción) pero férreamente dirigido por una suerte de totalitarismo de una máquina, El Pensador, en la que se confía ciegamente.
En este mundo se tiene asumido que lo mejor de la vida acontece en la juventud y que el mundo previo a la Guerra Menor estaba condenado a fracasar por la superpoblación y el miedo de los "mayores" a los cambios.

## Película
La película respecto a la novela presenta notables diferencias:
1. La edad límite es 30.
2. El mundo en que se vive es posapocalíptico y se vive en una cúpula sin contacto con el mundo exterior, al que se teme y está prohibido ir.
3. Francis el Vigilante y Ballard no son la misma persona.
4. Al final de cada vida se participa en un "concurso-ritual" en busca de la reencarnación.
5. Santuario no existe.
6. Logan y Jessica intentan una revuelta para destruir el sistema, pero son detenidos.
7. Durante el interrogatorio al ser interrogado Logan sobre Santuario se produce un error que destruye a El Pensador.